# Economic Policy Committee (Europa)
Het  Economic Policy Committee (EPC) is een onafhankelijke Europese denktank waar afgevaardigden van regeringen, de Europese commissie en de Europese Centrale Bank deel van uitmaken.  ECP is bij besluit 74/122/ van de toenmalige EEG op 18 februari 1974 opgericht en is gevestigd te Brussel. De statuten zijn per 18 juni 2003 bij besluit 2003/475 door de Europese Commissie herzien. 
Ook in Nederland wordt het Comité aangeduid met de Engelstalige naam; het Nederlandse Ministerie van Buitenlandse Zaken doet dit bijvoorbeeld.

## Doelstellingen
Het doel van het Economic Policy Committee is om de coördinatie tussen de onderlinge lidstaten op het gebied van budgettair beleid en economische groei op elkaar af te stemmen. Door de invoering van de euro is het belang van samenwerking op deze gebieden tussen de onderlinge lidstaten sterk toegenomen.
Het Economic Policy Committee richt zijn aandacht vooral op:
- het functioneren van de markten voor goederen, kapitaal, diensten en arbeid (ontwikkelingen wat betreft lonen, productiviteit, werkgelegenheid en concurrentiekracht;
- de rol en de doelmatigheid van de overheidssector en van de houdbaarheid, op lange termijn, van de overheidsfinanciën;
- de economische gevolgen van specifiek beleid voor bijvoorbeeld het milieu, onderzoek, ontwikkeling en de sociale cohesie.

## Huidige bezigheden (augustus 2010)
Het EPC legt zich door de impact van de economische crisis voornamelijk toe op groei en het creëren van werk. Ook ondersteunt en controleert het de economische hervormingen van de lidstaten. Ook ziet het ECP erop toe dat de doelen van het akkoord van Lissabon door de lidstaten verwezenlijkt worden. Elke twee jaar kiest het EPC een president en maximaal drie vicepresidenten uit de aangesloten lidstaten.

## Andere EPC's
Er bestaan vele andere Comités met dezelfde naam, soms nationaal, soms aan een instelling zoals een universiteit. Zo is er onder andere een EPC in Australië , in Georgië , in Jamaica  en in Tsjechië . Ook het Hoover Institution van de Amerikaanse Stanford University heeft er een . Die hebben alle hun eigen doelstellingen, die uiteraard verschillen van de doeleinden van de Europese EPC.